# Verkhóvie (Oriol)
|  | Per a altres significats, vegeu «Verkhóvie». |

Verkhóvie (en rus: Верховье) és un poble (un possiólok) de l'óblast d'Oriol, a Rússia, segons el cens del 2022 tenia 6.767 habitants. És la seu administrativa del districte homònim.